# Greenock
Greenock er en by i det vestlige Skotland, med 41.990(2018) indbyggere. Byen ligger i kommunen Inverclyde, på stedet hvor floden Clyde flyder ud i Atlanterhavet.
I 1876 blev museet McLellan Galleries grundlagt i byen. Den rummer bl.a. James Watts samling.